# Santa Úrsula Xitla
Santa Úrsula Xitla Tochico es un Pueblo Originario de la alcaldía Tlalpan, en la Ciudad de México. Reconocido el 17 de abril del 2017 por el consejo de pueblos y barrios originarios de la Ciudad de México y confirmado con la Constancia por la SEPI en el mes de septiembre de 2024. También se encuentra en el Códice Mendocino, que hace constar su existencia desde antes de la Colonia.

## Historia
Santa Úrsula Xitla es un pueblo prehispánico de origen Tepaneca. Los Tepanecas, "gentilicio que se le da a esta tribu autóctona de México", eran de origen Chichimeca, tenían como lengua madre el Náhuatl y se asentaron en la cuenca valle de México. Cuando los Tepanecas llegaron a estos lugares del valle de México entre los siglos XI y XII D.C. los Xochimilcas, Chalcas y Texcocanos ya se encontraban asentados en la región. Eran pueblos que vivían de la agricultura, pesca y caza, con gran poder militar, ya que cobraban tributo. Los Tepanecas también eran conocidos por su poderío militar, habitaron desde Azcapotzalco, Coyoacán, Tlalpan y Ajusco, pero las constantes guerras que se vivían entre los Tepanecas y los xochimilcas obligaron al pueblo Tepanecas a tener mayor presencia en la parte donde actualmente se encuentra la Alcaldía Tlalpan. Ya que al perder algunas batallas quedaron bajo órdenes de los Xochimilcas, y eran obligados a rendir tributo.
Cuando los Tepanecas se liberaron, vieron la necesidad de poner varios asentamientos, entre ellos el nuestro, el Pueblo de Tochico, que en náhuatl significa “Lugar de Gargantillas Finas” (Tozxiuhco ~ Toz-xiuh-co ~ Toxico. De Toxcatl, garganta, gargantilla, y xihuitl, cosa preciosa: Toz-xiuh-co, "Gargantilla fina o de valor"), mismo que aparece en el Códice de Mendoza y en diversos mapas de la historia. Con el paso del tiempo y debido a las cercanías del volcán Xitle se le denomina el Pueblo de Xitla, que en Náhuatl significa Ombligo. Tochico también tiene una segunda traducción que se dice haciendo referencia a uno de los parajes originarios del Pueblo: Tochihuitl que significa “Lugar de los Conejos”
El Pueblo de Tochico, según consta en el Archivo General de Nación tiene presencia desde el siglo XIII. Pero es hasta la conquista que tiene mayor relevancia, tomado por los españoles en 1521. 

Fue evangelizado por los franciscanos hacia 1546, quienes en el siglo XVI proyectaron la construcción de nuestro Templo dedicado a nuestra Patrona Santa Úrsula Virgen y Mártir, el cual Tiene las características de una capilla de indios. La Imagen de Nuestra Patrona tiene en su atuendo, rasgos y características indígenas-mestizas. Para que los habitantes de nuestro pueblo se sintieran más familiarizados con la Evangelización Cristiana. Durante muchos años al gentilicio del Pueblo era los Tochiquis y también en sobrenombre “Camatezones”.
Santa Úrsula Xitla, destacó por su agricultura, la siembra de maíz, la calabaza y algunas otras hortalizas, también al trabajo de cultivo de la miel en los colmenares, sin descartar la caza de conejos y crianza de ganado. El trueque fue parte esencial de los habitantes de nuestro pueblo, llevaban la carne, las hortalizas y el maíz a otros pueblos cambiándolos por otros productos. Hacia 1890 comenzaron a adherirse otras actividades económicas tales como la elaboración de tabique, que destacó entre los años de 1920 y 1950. Varios parajes del pueblo tenían grandes hornos de piedra donde se realizaba esta actividad económica. 
Nuestra Fiesta, celebrada en honor a nuestra Santa Patrona, Santa Úrsula Virgen y Mártir, (Misma que actualmente sigue siendo nuestro signo más importante de identidad como pueblo Originario). Es una tradición que predomina. Fue muy solemne y popular durante la época colonial, según consta en el archivo General de la nación. En 1800 empezó a destacar nuestra fiesta patronal, siendo popular por sus peleas de gallos, las tradicionales danzas no podían faltar en el atrio de nuestro templo, la banda de música era traída desde Texcoco y que se recibía en la entrada del pueblo. 

Santa Úrsula Xitla, también destacó por ser un pueblo pulquero, venían de diversos pueblos de la Cuenca para obtener algunos litros de tal bebida. La Raspa del Maguey era tan productiva que durante varios años le dio renombre al Pueblo.
Los grandes cambios de nuestro pueblo, comienzan a finales del siglo XIX y XX, Sufriendo la pobreza del porfiriato y los embates de los Zapatistas, quienes ahorcaban en este atrio parroquial a todo aquel que se les oponía. En 1933 la Construcción de la Avenida Insurgentes fue el principio de la urbanización de nuestro pueblo. En los años 70 nuestro pueblo fue despojado de todo cuanto nos pertenece, quitándonos nuestro título de pueblo, nuestra autoridad tradicional y el despojo y expropiación de tierras; transformándonos en una colonia. Las tierras vendidas y las expropiadas son en las cuales nacieron las colonias que actualmente rodean la actual demarcación de nuestro pueblo. 

## Geografía física

### Ubicación
Santa Úrsula Xitla se encuentra localizado al sur de la Ciudad de México y al pie de las montañas del Xitle. Presenta un terreno inclinado y pedregoso, con pequeñas planicies, terrazas, lomeríos, cañadas, cerrillos y cerros. 
Su centro se encuentra aproximadamente a una hora del centro de la Ciudad de México, a escasos 2 km antes de la incorporación a la Carretera Federal a Cuernavaca. El código postal es el 14420. Se puede llegar a Santa Úrsula Xitla por la Avenida Insurgentes o por la Calzada de Tlalpan.
Al norte, colinda con el barrio de La Fama Montañesa, al Nororiente con el Centro histórico de Tlalpan (Pueblo de San Agustín de las Cuevas). Al oriente, colinda con el pueblo de Chimalcoyoc y la colonia Tlalcologia. Al sur, limita con los pueblos de San Pedro Mártir Texopalco y San Andrés Totoltepec. Al poniente, limita con las colonias que forman su territorio, según los mapas territoriales de 1740 llegaba hasta la vía del tren colindando con el pueblo de San Nicolás Totolapan de la alcaldía Magdalena Contreras.

### Clima
El clima es el que predomina en la zona sur del Valle de México: templado-húmedo con lluvias en verano.

### Flora
En Santa Úrsula Xitla hay diversos árboles entre ellos colorín, cedro y eucalipto, Sin embargo, también existen encinos y pinos, aunque su vegetación predominante sea el matorral xerófilo originario del sitio que se formó con la explosión del volcán Xitle (el cual tiene tepozán, tepozancillo, chapulixtle, palo loco). También existen Quercus crassipes, Quercus rugosa, Quercus laurina, pino y ahuehuetes como el que se encuentra en medio del lago del Parque nacional Fuentes Brotantes. Donde quedan pocas de las especies originales del parque, como lo es la oreja de burro.

### Fauna
La fauna del lugar a su mayoría se encuentra en el Parque nacional Fuentes Brotantes donde se debe más que nada a especies introducidas como patos, cisnes, tortugas y peces (los cuales se encuentran en el lago). De acuerdo a la Procuraduría Ambiental y del Ordenamiento Territorial de la Ciudad de México, PAOT, la fauna representativa del lugar son anfibios y reptiles, salamandras, lagartijas, víboras, zafiro oreja blanca, pájaros carpinteros, picogordo trigillo, colibrí, tordos y gorriones.1 Entre los mamíferos que habitan el lugar se encuentran la ardilla, el tlacuache, el cacomixtle, ratones y conejos castellanos.

## Parque nacional Fuentes Brotantes
El parque nacional Fuentes Brotantes de Tlalpan se encuentra junto al territorio de Santa Úrsula Xitla. Es un espacio natural cuyo principal objetivo es conservar algunos manantiales que brotan de las faldas de la Sierra del Ajusco y cuyo nacimiento está en el fondo de la barranca que conforma el lugar y alimentan el lago del parque.

## Colonias y Barrios relacionados

### Colonias

#### Colonia Fuentes Brotantes
Esta colonia está compuesta por Unidades Habitacionales y casas particulares, la mayoría son edificios de Fovissste utiliza el territorio pedregoso que daban nacimiento a los manantiales de las Fuentes Brontantes, está dentro de las Hectáreas que estaban decretadas por el presidente Lázaro Cárdenas del Río, Las Fuentes Brotantes era un lugar donde se celebraban, durante la época prehispánica, actividades rituales, y fue de las principales fuentes de abastecimiento de agua en los pueblos de Santa Úrsula Xitla y San Agustín de las Cuevas, así como en la Fama Montañesa.

#### Colonia La Mesa los Hornos
Originalmente era un paraje denominado la Mesa que eran campos de siembra. Tierra perteneciente a los Comuneros del Pueblo de Santa Úrsula, posteriormente algunos terrenos fueron vendidos a diversos dueños, entre ellos había de los pueblos de San Pedro Mártir y del barrio de Chilapa en Tlalpan Centro, que rentaron a un grupo de horneros las tierras para la fabricación del tabique, de ahí su nombre actual de La Mesa Los Hornos.
Primero rentaron la tierra para edificar sus propias ladrilleras, los hornos de los que salió el tabique con que se construyeron no pocas casas y edificios localizados en otros sitios, en el Pedregal de San Ángel, en Perisur o en las colonias de clase media que proliferaron debajo de esta pequeña meseta de 32 hectáreas.
Horneros todos, el padre, la madre y los hijos, levantaron sus viviendas de cartón y lámina en parte de las tierras que con anterioridad se emplearon para la milpa. Después llegaron colonos de otras latitudes, que por un módico precio o ``cuota'' se asentaron en este lugar que hoy es tierra de ellos, albañiles que viven con sus familias en cuartos de tres por cuatro edificados con materiales de desecho, y de ellas, trabajadoras domésticas que limpian casas ajenas y a quienes no les queda tiempo o energía para asear la propia.
Muchos de estos trabajadores se posesionaron del terreno y apoyados por Sor Teresa Villalpando, de la congregación de las Hermanas de San José de Lyon, que vivían en la actual Casa Xitla, formaron la colonia actual, hacia los años 70s. Cuando se hicieron las excavaciones para obtener el barro y hacer los tabiques, se encontraron muchos restos arqueológicos que los horneros vendían. Nunca se declaró ante el INAH por temor de perder sus áreas de Trabajo. Entre sus actividades tradicionales están sus festividades religiosas que se realizan el 1 de octubre en honor a Santa Teresita del Niño Jesús, misma imagen que fue regalada a los Horneros por Sor Teresa, hoy la festejan con la tradicional Feria de Juegos mecánicos, antojitos mexicanos y Fuegos Pirotécnicos, comparte festividades con la colonia Texcaltenco.

#### Colonia Pedregal de Santa Úrsula Xitla
Está situada en una zona pedregosa formada por la lava del volcán del Xitle, de ahí el nombre de "Pedregal". Sus dueños eran la familia Nolasco.
Su población comienza en 1985-1994, cuando se habilitó para la venta, primero ilegal, por esa causa sufrieron un violento desalojo, pero se arregló el asunto y se formó la actual colonia ya de manera legal. En 1988 El Pueblo de Santa Úrsula Xitla dona un terreno para la edificación de la iglesia y el Señor Tomás Pérez dona la imagen de la Virgen de San Juan de los Lagos quien mucho tiempo apoyo en las fiestas de dicha iglesia donando Puerquitos encebados.
Entre sus diversas festividades está la fiesta del 15 de agosto dedicada a "Cihuapilli" La Virgen de San Juan de los Lagos, su Patrona, se realizan bailables populares y participan las danzas de Chinelos y Concheros, por la noche es popular por su quema de Toritos. Cuenta con un Deportivo llamado Ismael Reséndiz donde se realizan actividades deportivas y culturales.

#### Colonia Texcaltenco y/o Texcaltenco La Mesa
Afírmase que Texcaltenco significa "En la orilla de la Piedra" su nombre es de origen Nahuatl "Texcalli" que significa Piedra y "Tenco" que significa Orilla es decir "En la Orilla de la Piedra", hace referente a su ubicación el límite de la tierra árida y el comienzo de la zona pedregosa; pero tenco no es "orilla", sino "al borde de, a la orilla de" (tentli: boca, labio, orilla, borde; co, sufijo locativo) y texcalli no es sinónimo de tetl (piedra), tal como cita Rémi Siméon (Diccionario de la lengua nahuatl o mexicana): roca, elevación, lugar escarpado, caverna, madriguera de fieras, horno; por lo tanto "roca" se usa como contraposición a terreno llano, y el topónimo se traduciría "al borde de la escarpa". Al igual que Tepeximilpa y Tepetongo es uno de los parajes más antiguos del Pueblo, en los años 70 y en primavera lucia colorido por la gran cantidad de flores que crecían en el lugar, hoy en día una parte de esa pequeña colonia es conocida como "Las Flores".
Colinda con La Mesa Los Hornos y fue formada a principios de los años ochenta y comparten festividades con la colonia la Mesa los Hornos y otra parte con el centro del pueblo.

#### Colonia San Juan Tepeximilpa
Dícese que Tepeximilpa significa "En el cerro de Cultivo de Maíz Tierno“ y que debe su nombre al termino Náhuatl "Tepetl" que significa Cerro y “Ximilpa” que significa "Mazorcas de Maíz tierno“; pero la segunda parte de esta apreciación es totalmente errónea: el vocablo ximilpa no parece existir; la mazorca de maíz tierno (jilote) es xilotl. La etimología parece ser "sementera desherbada donde hay un cerro"; tépetl: cerro; xima: afeitar/alisar; milli: sementera; pan: en/sobre. El topónimo Ximilpa es citado por Cecilio Robelo (Nombres geográficos indígenas del Estado de Mexico : estudio crítico etimológico): «Dice el Sr. Olaguíbel: «"Xi, pié, milli, sementera, pa, sobre. Sobre el pié de la sementera. Puede significar también sementera de temporal, en contraposición de Amilpa, que lo es de regadío." Ninguna de las dos etimologías es aceptable. Xi no significa pié, ni en este nombre ni en ningún otro. Pié es icxitl, y al pié de la sementera, se dice: milicxitlan. (...) No comprendemos por que dice el Sr. Olaguíbel que Ximilpa puede ser "sementera de temporal» en contraposición de Amilpa, que lo es de regadío. Sementera de temporal se dice quiauhmilli ó quiyauhmilli, y como nombre de lugar, Quiauhmilpa ó Quiyaumilpa. Creemos que Ximilpa es una corrupción de Xiuhmilpa, que se compone de xihuitl, yerba, de que hemos formado el aztequismo "jihuite o jehuite," de milli, sementera, y de pa, en; y significa: "Sementera de yerba o enyerbada,» ó, como dicen los indios: "Milpa enjehuitada".»   Es uno de los parajes más antiguos de Santa Úrsula Xitla.
San Juan Tepeximilpa, se formó en los años setenta, a la par que La Mesa Los Hornos. Sus terrenos son básicamente pedregosos, originalmente propiedad de la familia Oropeza, quienes vendieron y se formó la colonia, con todo el apoyo de la Delegación de Tlalpan. Su festividad patronal esta dedicada a su santo patrono San Juan Bautista quien ya era venerado por los Agricultores del pueblo (desde muchas décadas atrás), quienes pedían a dicho santo “lluvias para una buena cosecha”. Al cual en la actualidad se le organiza una gran fiesta el 24 de junio, se realizan bailes populares y participan las Diversas Danzas de Chinelos y Concheros y por la noche la quema de Fuegos Pirotécnicos.

#### Colonia Bosques de Tepeximilpa
La Colonia Bosques de Tepeximilpa, se formó en los años ochenta y noventa, sus terrenos son básicamente pedregosos. Su festividad patronal es el último domingo de septiembre en honor al Señor de los Milagros de San Juan Nuevo Michoacán, se realizan bailes populares y participan las Diversas Danzas de Arrieros, Chinelos y Concheros, por la Noche se realiza la Tradicional Quema de Toritos.

#### Colonia Diamante Loma Bonita y Colonia Ampliación Tepeximilpa
Son anexas a la colonia San Juan Tepeximilpa y se fueron poblando con el paso del tiempo, en Diamante Tepeximilpa se realiza una gran fiesta en honor a Nuestra Señora de Guadalupe el 12 de diciembre.

#### Colonia Tepetongo
"Tepetongo" fue uno de los parajes de nuestro pueblo y al igual que Tepeximilpa y Texcaltenco son de los parajes más antiguos del Pueblo de Santa Úrsula Xitla. Su nombre significa "Lugar del Cerrito" su nombre es de origen náhuatl y se deriva de los vocablos “Tepetl” que significa cerro, "tontli" (diminutivo despectivo) y -co (sufijo locativo). 
La Colonia Tepetongo se formó a la par de la Santísima Trinidad y una parte de la colonia comparte las festividades en honor a la Santísima Trinidad y otra con las festividades de San Juan Tepeximilpa.

#### Colonia Santísima Trinidad
Es una colonia que se formó aproximadamente en los años 80, con colonos desalojados de una zona de la ciudad. Acaudillados por un sacerdote y apoyados por el entonces jefe del Departamento Manuel Camacho Solís, llegan a este lugar. Sus festividades se realizan en el mes de mayo o junio de acuerdo a los cincuenta días después de la pascua en honor a la Santísima Trinidad, se realizan bailes populares y participan las Diversas Danzas de Chinelos y Concheros y por la noche la quema de Fuegos Pirotécnicos.

#### Colonia Miguel Hidalgo
Lugar donde se encuentra la casa ejidal del Pueblo de Santa Úrsula Xitla, fue parte del gran Ejido que compartían los pueblos de Tlalpan y Santa Úrsula Xitla, aunque más del 80% de los ejidatarios eran del pueblo de Santa Úrsula Xitla, a excepción de las demás colonias, esta ya no es Unidad Territorial del Pueblo de Santa Úrsula Xitla, Pero una gran parte de originarios vive ahí, ese territorio fue expropiado a los ejidatarios, intercambiado por otros terrenos en Guanajuato o mal pagados por el gobierno. Actualmente está dividida en varias secciones y al igual que todas las demás colonias, destaca por sus festividades de las tres parroquias que se encuentran en su demarcación. La de Cristo Obrero, en sus festividades del 3 de mayo, La de María Reyna, en sus festividades del 22 de agosto y La de Cristo Salvador (Alfredo V. Bonfil) en sus festividades del domingo de Resurrección.

### Barrios

#### Barrio El Calvario
Actualmente se dice pertenecer a la cabecera delegacional y es considerado como barrio de San Agustín de las Cuevas, aunque históricamente es parte del Pueblo de Santa Úrsula Xitla ya que es el lugar donde primero estuvieron asentados los Tochiquis (originarios de Santa Úrsula Xitla), El calvario fue un lugar muy concurrido por los naturales de San Agustín de las Cuevas sobre todo el 3 de mayo, actualmente sigue perteneciendo religiosamente a la Parroquia de Santa Úrsula.
La Capilla del Calvario. Originalmente construida durante la época Novohispana, es un inmueble que está considerada dentro del Programa Delegacional de Desarrollo Urbano de Tlalpan y por el INAH como un inmueble con valor arquitectónico, histórico y urbanístico. Salvador Padilla Aguilar señala, en su libro San Agustín Tlalpan: historias y tradiciones de un viejo pueblo, que la actual capilla no es la construcción original del siglo XVII. El cronista apunta que en el año de 1774 se construyó una capilla en “reposición” de “otra de época inmemorial”. Nuevamente en el siglo XX, explica Padilla Aguilar, el edificio fue destruido, siendo levantado de nueva cuenta por iniciativa de los empresarios Arroyo y Talavera“ y apoyada por la gente de Fuentes Brotantes y el Pueblo de Santa Úrsula Xitla.

#### Barrio San José Buenavista
El barrio de San José Buenavista es una de las comunidades más antiguas y arraigadas del pueblo Santa Úrsula Xitla, Naciendo de la Hacienda de Cuautla, la cual fue uno de los principales sustentos del pueblo hacia 1710. Con el paso del tiempo al cerrar la Hacienda da inicio a las Ranchos de Santa Úrsula, Buenavista y Ojo de Agua. En algún tiempo fue evangelizado por los padre Josefinos, quienes donaron la imagen del Santo Patrono San José.
Originalmente ahí estaba la antigua Hacienda de Cuautla, con el paso del tiempo fue conocido como Rancho de San José y/o  en los años 60 se construyó el templo dedicado a San José, los habitantes de dicha parte de nuestro pueblo, hacían una gran fiesta y todo el pueblo cooperaba para dichas celebraciones. Su festividad dejó de celebrarse en grande hacia 2004 y también sufrieron la expropiación y despojo de terrenos junto con el centro del pueblo en 1970. 
De acuerdo a los usos y costumbre y debido a que no es una colonia independiente y está ubicado dentro del casco es considerado como Barrio de San José Buenavista y se encuentra dentro del patrimonio Cultural para no perder sus festividades y tradiciones.
Por dichos orígenes y por ser parte del pueblo la parroquia se llama Parroquia de “Santa Úrsula y San José”

## Servicios públicos

### Educación
Cuenta con una escuela primaria pública, fundada en 1936 y llamada Estado de Querétaro; una escuela oficial de educación preescolar, Juana de Asbaje, ubicado en la calle La Mesa, entre Aljibe y Cantera, que tiene aproximadamente 40 años de haber sido fundada.
También, cuenta escuelas preescolares privadas, la más antigua es el Centro educativo Joferben, con más de treinta años. En los últimos años se han instalado más escuelas: Arnold Gesell, Colegio Brighton y Redlands School México.

### Equipamiento
Cuenta con un estacionamiento, cancha de baloncesto techada y salones de usos múltiples dónde se imparten clases de zumba y otras actividades.

### Transporte
La avenida principal es Camino A Santa Úrsula, que cambia de nombre a Santa Úrsula antes de desembocar en Insurgentes y continúa cruzando Insurgentes. Dicha avenida es la más transitada e importante, pues da comunicación a varias colonias más arriba.
Para llegar a esta población en transporte público se puede utilizar la estación del Metrobús, Ruta 1-Santa Úrsula, y la ruta 75 de los camiones y peseros, que tiene dos ramales, Huipulco-Tepeximilpa Tepetongo y Huipulco-Módulo que llega a la aledaña Ampliación Miguel Hidalgo. Ésta sale del paradero del Estadio Azteca y transitan por Calzada de Tlalpan, centro de Tlalpan, Insurgentes y toma la avenida Santa Úrsula para llegar a sus respectivos destinos.
Metrobús Linea 1
Indios Verdes - El Caminero
Estaciones:
- Santa Úrsula
- Fuentes Brontantes

## Cultura

### Festividades Patronales

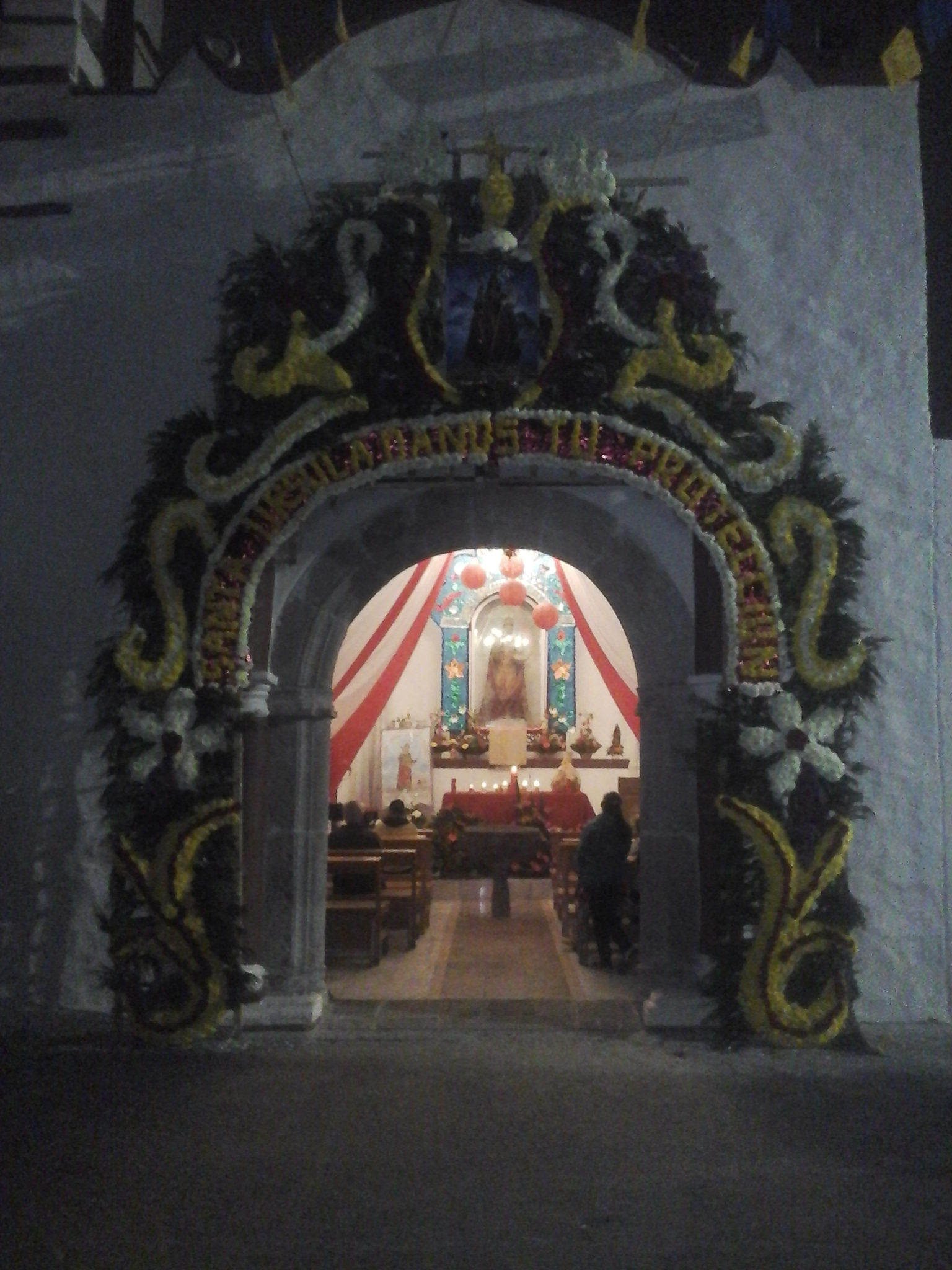
Fiesta Santa Úrsula Xitla

La Fiesta principal es la dedicada a Santa Úrsula Virgen y Mártir. Se cree que tiene más de 200 años que se celebra ininterrumpidamente, La fiesta Patronal comenzó a celebrarse el 21 de octubre de 1810. La segunda es en honor a la Virgen de San Juan de los Lagos, iniciada por la familia Pérez. El culto al Santo Cristo de Xitla se anexó en los años 70, por la familia Cortés. Todas se festejan cada año, a pesar de invasión urbana. Los nativos siguen conservando estas fiestas tradicionales.
La festividad a Santa Úrsula Virgen y Mártir, se celebra el día 21 de octubre iniciando el día 20 vestían a la imagen y a la media noche, donde se cantan las mañanitas con el tradicional Mariachi. Durante el día, celebran la misa, realizan una fiesta y bailan la tradicional danza de Chinelos. Durante la noche, se hacen bailes y la tradicional quema fuegos pirotécnicos.
Si cae entre semana, la fiesta en grande se celebra el fin de semana siguiente o anterior, dependiendo la cercanía de la fecha. El sábado, enfloran la iglesia y 'bajan' al (Señor del Clavario) Santo Cristo de Xitla para ser velado. se realiza el primer recorrido con el Santo Cristo y se recoge la tradición portada de flores donada por la Fam. Esquivel e inicia el recorrido de la portada floral, llegando a la iglesia es bendecida y colocada, después, la virgen es coronada. El domingo, a las cinco de la mañana, la banda de música toca las mañanitas a Santa Úrsula en el templo parroquial, después, la banda sale tocando hacia la casa donde fue velado el santo Cristo para entonar las mañanitas por segunda ocasión y nuevamente sale tocando hacia la casa a donde esta la imagen peregrina de Santa Úrsula, la cual durante la noche fue vestida y arreglada para regresar a la parroquia a sus festividades. 
Durante el día, bailan en el atrio de la Iglesia las danzas autóctonas aztecas, los Chinelos, santiagueros y arrieros; toca la banda y el mariachi canta a su santa patrona. Al mediodía se reciben los pueblos hermanos, quienes en peregrinación llegan con las llamadas "promesas" a la santa patrona. habitualmente llegan de los pueblos: San Nicolás Totolapan, Santa María Tepepan, San Lorenzo Huipulco, San Agustín de las Cuevas, Chimalcoyoc, San Pedro Mártir Texopanco, San Andrés Totoltepec, San Miguel Xicalco, San Miguel Ajusco, Santa María Magdalena Petlacalco, Santo Tomás Ajusco,  y Parres El Guarda, San Juan Huitzilac, Morelos y de las colonias pertenecientes al pueblo y las colonias vecinas. Todo el día se realizan diversas actividades. Hasta que, por la noche, se lleva a cabo la tradicional quema de castillos y fuegos pirotécnicos. El lunes se queman toritos y se hace el concurso del palo encebado.

La segunda fiesta es en honor a la Virgen de San Juan de los Lagos, tradición iniciada por la familia Pérez, que se celebra el 2 de febrero en la iglesia de Santa Úrsula, se realizaba una gran fiesta de la misma magnitud que la patronal de la Virgen Santa Úrsula (21 de octubre), ahora ha decaído. En la fiesta se encuentran antojitos mexicanos, juegos mecánicos y danzas, sin duda no faltan la tradicional quema de toritos con fuegos pirotécnicos.

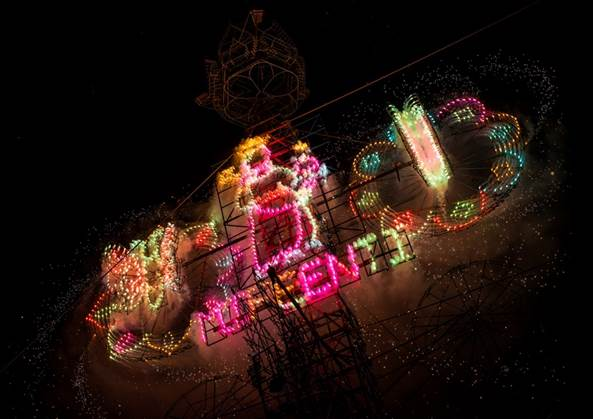
Quema de Castillo del Pueblo de Santa Úrsula Xitla

### Eventos
Tiene un espacio oficial donde se ofrece consultas oftalmológicas y asistencia jurídica. Esta solía ser la sede del Conacyt.

### Contrastes
En el pueblo, es notable el contraste entre las distintas clases sociales que lo habitan. En una cuadra, pueden encontrarse lujosos departamentos y a la siguiente, casas de nivel socioeconómico bajo. El constante desarrollo urbano hace que este contraste se vea marcado, ya que las nuevas generaciones compran construcciones modernas y las anteriores generaciones sobre todo las de bajos recursos no evolucionan o lo hace a un paso muy lento. El atrio de la iglesia junto con la iglesia es considerado parte fundamental de la identidad, el cual, algunos habitantes nuevos, han querido destruir.

## Patrimonio Cultural

### Monumento histórico
Patrimonios Tangibles
El Templo de Santa Úrsula Xitla data del siglo XVI. Fue proyectado en 1531 por los Frailes Francisicanos quedando en ruinas hacia 1750, Reconstruido más tarde, volviendo a quedar en desolación en 1863 restaurandolo 4 años más tarde tomando las características de una capilla de indios El Dr. Atl hizo un dibujo de esta capilla a principios del siglo XX. Este dibujo puede encontrarse en el libro Iglesias y Conventos de México. En él se resguardan varios objetos litúrgicos hostoricos entre ellos 2 de los más importantes son:
- La escultura de Santa Úrsula Virgen y Mártir, realizada a base de Madera Y estofado de caña, con un atuendo especial indígena-mestizo clásico del siglo XVI.
- La Imagen del (Señor del Calvario) Santo Cristo de Xitla está elaborado a base de pasta de caña.[5]

Patrimonio Intangible

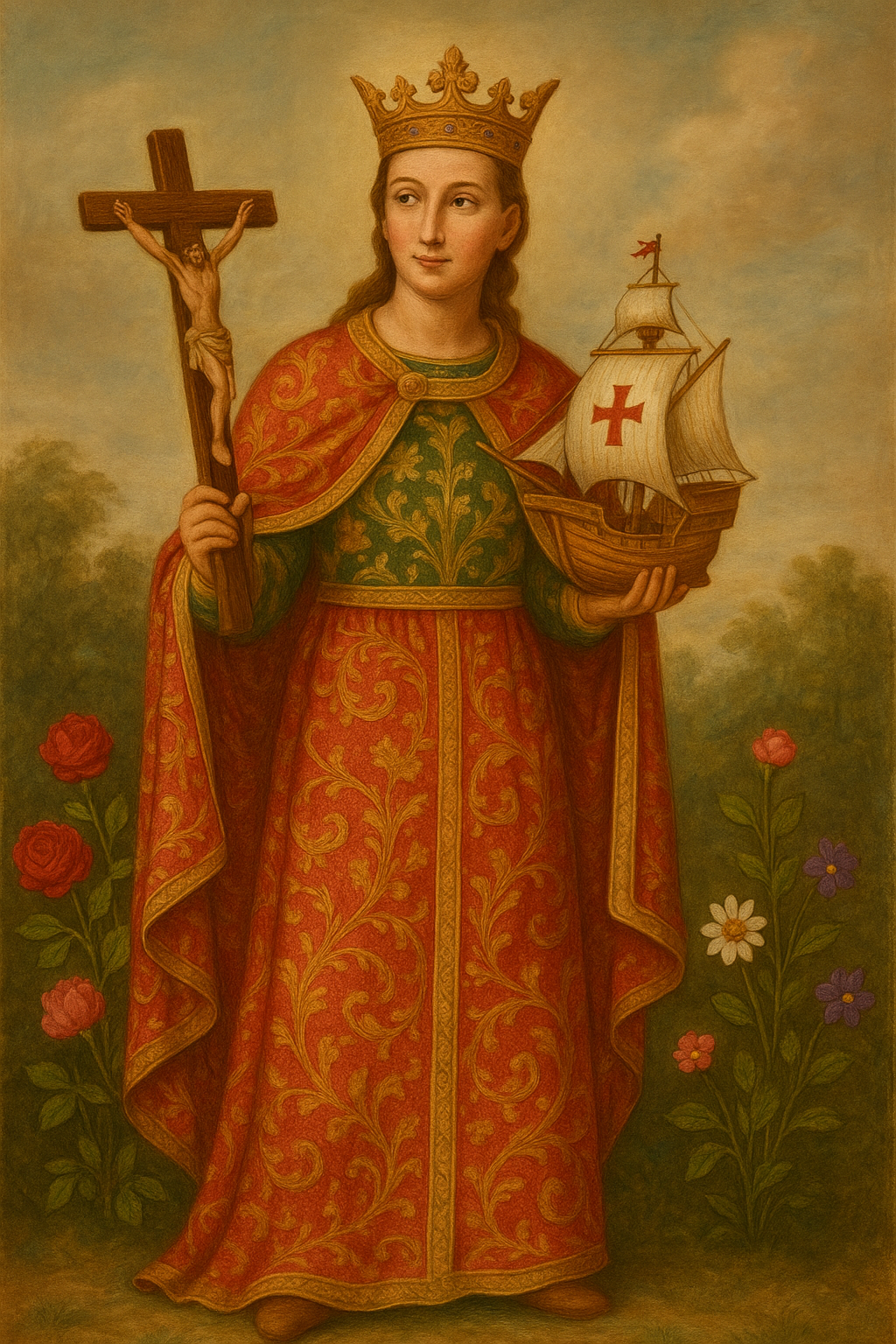
Patrona del Pueblo de Santa Úrsula Xitla, Tlalpan CDMX.

- Fiesta Patronal del templo de Santa Úrsula Xitla

## Pueblo Originario
La SEPI entrega la constancia en el mes de septiembre que da validez y reconocimiento al Pueblo de Santa Úrsula Xitla Tochico como pueblo Originario de la Ciudad de México  